# Turmhügel Gebersdorf
Die Burg Gebersdorf ist eine abgegangene Turmhügelburg (Motte) und späteres Schloss am Westrand des Gemeindeteils Gebersdorf von Thalmässing im mittelfränkischen Landkreis Roth in Bayern.
Sie ist unter dem Aktenzeichen D-5-6933-0166 als Bodendenkmal und unter dem Aktenzeichen D-5-76-148-50 als Baudenkmal in die bayerische Denkmalliste eingetragen.

## Geschichte
Über die Burg- und Schlossanlage von Gebersdorf ist wenig bekannt. Ein Ortsadelsgeschlecht der Herren von Gebersdorf erscheint vermutlich schon um 1150, sicher aber erst 1343 in der historischen Überlieferung. Nach den Herren von Gebersdorf gehörte die Burg den Herren von Aue, 1413 den Herren von Eckmannshof und 1548 den Herren von Ehenheim. Im Spätmittelalter muss die Motte aufgegeben und ein kleines Schloss nördlich von ihr errichtet worden sein. Heute befindet sich in dem Gebäude, das Teile des Schlösschens integriert, ein Altersheim. Zuvor diente es lange Zeit als Wirtshaus.

## Beschreibung
Die Motte zeichnet sich noch als ungefähr trapezförmiger Hügel ab. Der umgebende Graben ist nur noch im Westen und Süden schwach erkennbar.
Das spätmittelalterliche Schloss ist heute in einem zweigeschossigen Gebäude der Zeit um 1900 aufgegangen. Reste des Schlossgrabens sind im Westen noch erhalten.